# Лижні перегони на зимових Олімпійських іграх 2014 — естафета 4×10 км (чоловіки)
Змагання з лижних перегонів в естафеті серед чоловіків на зимових Олімпійських іграх 2014 відбулись 16 лютого. Місцем проведення змагань став лижно-біатлонний комплекс «Лаура». Змагання почалися о 14:00 за місцевим часом (UTC+4). Перші два етапи учасники пройшли класичним стилем, третій та четвертий етапи лижники бігли вільним стилем. В естафеті взяли участь спортсмени 16 країн.
Олімпійськими чемпіонами стали лижники Швеції, що забезпечили собі відрив ще після 2-го етапу. Срібними призерами завдяки блискучому 3-му етапу Олександра Легкова стала збірна Росії, бронзу сенсаційно отримали французькі лижники. Діючі чемпіони світу норвежці несподівано залишилися за межею призерів.

## Медалісти
| Золото                                                                     | Срібло                                                                               | Бронза                                                                         |
| Швеція · Ларс Нельсон · Данієль Рікардссон · Юган Ульссон · Маркус Гельнер | Росія · Дмитро Япаров · Олександр Безсмертних · Олександр Легков · Максим Вилегжанин | Франція · Жан-Марк Гайяр · Моріс Маніфік · Робен Дювіллар · Іван Перрійя Буато |

## Результати
| Місце | Номер | Команда                                                                              | Час                                       | Відставання |
| ----- | ----- | ------------------------------------------------------------------------------------ | ----------------------------------------- | ----------- |
| 1     | 2     | Швеція · Ларс Нельсон · Данієль Рікардссон · Юган Ульссон · Маркус Гельнер           | 1:28:42,0 23:16,5 22:59,6 21:00,4 21:25,5 | —           |
| DSQ   | 3     | Росія · Дмитро Япаров · Олександр Безсмертних · Олександр Легков · Максим Вилегжанин | 1:29:09,3 23:43,8 23:13,6 20:33,4 21:38,5 | +27,3       |
| 3     | 9     | Франція · Жан-Марк Гайяр · Моріс Маніфік · Робен Дювіллар · Іван Перрійя Буато       | 1:29:13,9 23:26,1 23:13,6 20:55,4 21:38,8 | +31,9       |
| 4     | 1     | Норвегія · Ельдар Реннинг · Кріс Єсперсен · Мартін Йонсруд Сунбю · Петтер Нуртуг     | 1:29:51,7 23:42,8 23:36,1 20:56,8 21:36,0 | +1:09,7     |
| 5     | 4     | Італія · Дітмар Ноклер · Джорджо Ді Чента · Роланд Клара · Давид Хофер               | 1:30:04,7 23:41,5 23:16,3 21:00,4 22:06,5 | +1:22,7     |
| 6     | 5     | Фінляндія · Самі Яухоярві · Ійво Нісканен · Ларі Лехтонен · Матті Хейккінен ·        | 1:30:28,4 23:16,8 22:59,3 22:09,7 22:02,6 | +1:46,4     |
| 7     | 6     | Швейцарія · Кюрден Перль · Йонас Бауманн · Ремо Фішер · Тоні Ліверс                  | 1:30:33,8 23:38,0 23:34,0 21:49,1 21:32,7 | +1:51,8     |
| 8     | 11    | Чехія · Алеш Разім · Лукаш Бауер · Мартін Якш · Душан Кожішек                        | 1:30:36,8 23:43,5 22:49,9 21:25,2 22:38,2 | +1:54,8     |
| 9     | 7     | Німеччина · Єнс Фільбріх · Аксель Тайгманн · Тобіас Ангерер · Ганнес Доцлер          | 1:31:18,8 23:53,3 23:18,5 21:32,9 22:34,1 | +2:36,8     |
| 10    | 15    | Естонія · Карел Тамм'ярв · Алго Кярпят · Айвар Рехемаа · Райдо Ранкель               | 1:32:52,6 24:17,2 23:53,3 22:13,0 22:29,1 | +4:10.6     |
| 11    | 10    | США · Енді Ньюелл · Ерік Бьорнсен · Ноа Гоффман · Сайма Гемільтон                    | 1:33:15.1 24:34,3 23:56,8 21:37,4 23:06,6 | +4:33,1     |
| 12    | 12    | Канада · Лен Вяльяс · Іван Бабиков · Грем Кіллік · Джессі Кокні                      | 1:33:19,0 24:16,1 23:56,9 22:04,6 23:01,4 | +4:37,0     |
| 13    | 13    | Казахстан · Денис Волотка · Сергій Черепанов · Євген Величко · Марк Старостін        | 1:34:11,9 23:50,1 24:28,7 22:44,2 23:08,9 | +5:29,9     |
| 14    | 14    | Білорусь · Михайло Семенов · Олександр Лазуткін · Олексій Іванов · Сергій Долідович  | 1:34:40,1 24:20,6 25:13,2 22:27,8 22:38,5 | +5:58,1     |
| 15    | 16    | Польща · Мацей Кречмер · Себастьян Газурек · Мацей Старенґа · Ян Антолец             | 1:35:46,5 24:04,1 24:35,5 22:42,9 24:24,0 | +7:04,5     |
| 16    | 8     | Японія · Хіроюкі Міядзава · Кейшін Йошида · Нобу Нарусе · Акіра Лентінг              | LAP 25:17,8 24:54,3 23:31,2 LAP           |             |